# Voznessenka (raion de Krivoixeino)
Voznessenka (en rus: Вознесенка) és un poble de l'óblast de Tomsk, a Rússia, que el 2021 tenia 130 habitants.